# Скудетто
Скуде́тто (італ. Scudetto — «маленький щит») — в італійському спорті — невеликий значок у формі щита з вертикальними смугами кольорів італійського прапора, який зображується на лівій стороні грудей на спортивній формі команди, що в попередньому сезоні перемогла в найвищій лізі національного чемпіонату (який зазвичай має назву «Серія A») з відповідного виду спорту.
В розширеному сенсі слово «скудетто» може означати перемогу у вищому дивізіоні чемпіонату Італії і титул чемпіона.
Найчастіше цей термін вживається стосовно італійського чемпіонату з футболу, позаяк саме у футбольному чемпіонаті зародилася ця традиція і саме слово, але зараз традиція скудетто також усталена в італійських чемпіонатах з інших видів спорту.
Першою командою, яка нашила «скудетто» на свою спортивну форму, стала генуезька «Дженоа» в 1924 році.

## Кокарда
Існує круглий різновид скудетто (концентричні кільця зеленого та білого кольору з червоним колом в центрі або інвертована версія з зеленим колом в центрі і червоним зовнішнім кільцем), який має назву «кокарда» і схожій з позначкою на італійських військових літаках. Цю позначку зображує на своїх футболках команда, яка в попередньому сезоні виборола Кубок Італії.

## Зірка

Рууд Гулліт в футболці «Мілана» з зіркою.

В 1958 році туринський клуб «Ювентус», який в попередньому сезоні здобув десяту у своїй історії перемогу в чемпіонаті Італії, зобразив на формі своїх гравців маленьку золоту зірку (італ. La Stella), яка також розміщувалася на лівій стороні грудей безпосередньо над скудетто. Ця традиція набула популярності і згодом була також запозичена іншими видами спорту. На відміну від скудетто, що зображується на формі гравців лише під час сезону, який слідує за перемогою, зірка назавжди залишається на клубних футболках десятиразового чемпіона. Одна зірка на футболці клубу позначає десять перемог в чемпіонатах Італії.
Станом на 2018 рік зірки присутні на футболках таких команд:
- «Ювентус» (Турин) — три зірки (34 перемоги в чемпіонатах Італії).
- «Інтернаціонале» (Мілан) — одна зірка (18 перемог).
- «Мілан» — одна зірка (18 перемог).

«Дженоа» на теперішній час (2007) має дев'ять чемпіонських титулів, але не перемагала в чемпіонатах з 1924 року.
Зірка також надається команді за десятиразове здобуття Кубка Італії; для відзначення цієї нагоди має використовуватись срібна зірка. Таку зірку у 2015 році здобув туринський «Ювентус», який у своїй історії виборов вдесяте Кубок Італії.